# Lazníčky

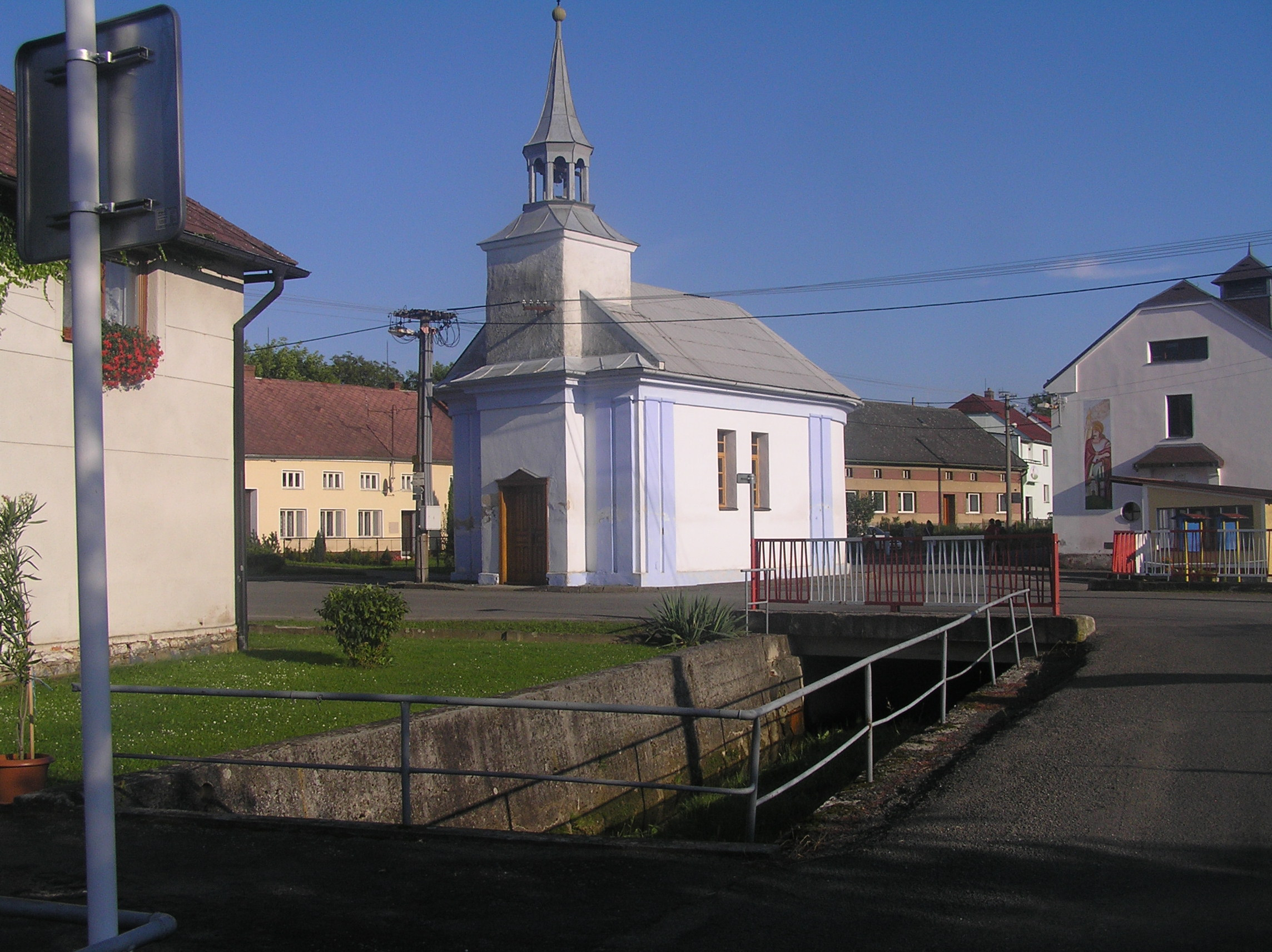
Kapelle des hl. Fabian Sebastian

Lazníčky, bis 1920 Malé Lazníky (deutsch Klein Lasnik) ist eine Gemeinde in Tschechien. Sie liegt 14 Kilometer südöstlich von Olmütz und gehört zum Okres Přerov.

## Geographie
Lazníčky erstreckt sich südlich der Oderberge im Tirschitzer Hügelland (Tršická pahorkatina) im Tal des Baches Lazníčský potok.
Nachbarorte sind Daskabát und Velký Újezd im Norden, Výkleky im Nordosten, Pančava, Svrčov und Stání im Osten, Lukavec und Veselíčko im Südosten, Hýk, Hambálek und Lazníky im Süden, Zábeštní Lhota, Penčice und Lipňany im Südwesten, Zákřov und Tršice im Westen sowie Olešnice, Doloplazy und Přáslavice im Nordwesten.

## Geschichte
Die erste urkundliche Erwähnung von Parvum Laznik erfolgte 1365. Als Besitzer wechselten sich zunächst verschiedene Vladikengeschlechter ab, später wurde das Gut an die Herrschaft Veselíčko angeschlossen. Im 16. Jahrhundert gehörte die Herrschaft Erasmus von Bobolusk, von ihm erwarben sie im Jahre 1573 die Podstatzky von Prusinowitz. Weitere Namensformen waren Laznyk (1407), Laznik Minor (1446), Malé Lazníky (ab 1480), Lazníčky (1539), Lazinky (1550), Malé Lesníky (ab 1579), Malé Lasynky (1585), Malé Lažniky (1589), Klein Lasnik (ab 1676), Klein Lazinky (1718), Malý Lažnik, Lasnik Parvum (1771), Lazinka (1772), Klein Lastnik (1798), Klein Lesnik (1846) und Parvo Lasnicium, Klein Laznik (1863). Die Matriken wurden seit 1666 in Tršice geführt. Nach der Einführung der Unterrichtspflicht durch Königin Maria Theresia entstand 1778 in Malý Lažnik eine Schule, in der auch die Kinder aus Lazníky, Výkleky, Zakřov und Svrčov unterrichtet wurden. Bis zur Mitte des 19. Jahrhunderts blieb das Dorf den Grafen von Podstatzky-Liechtenstein auf Veselíčko untertänig.
Nach der Aufhebung der Patrimonialherrschaften bildete Malé Lazníky/Klein Lasnik mit dem Ortsteil Svrčov ab 1850 eine Gemeinde in der Bezirkshauptmannschaft Mährisch Weißkirchen. Im Jahre 1855 wurde die Gemeinde dem Bezirk Leipnik zugeordnet, ab 1868 gehörte sie wieder zum Bezirk Mährisch Weißkirchen. 1881 wurde der Ort als Malé Lazničky, später jedoch wieder als Malé Lazníky bezeichnet. 1885 besuchten 250 Kinder die örtliche Schule. Am 26. Oktober 1920 erfolgte die Umbenennung in Lazníčky. Im Zuge der Gebietsreform von 1960 und der Auflösung des Okres Hranice wurde Lazníčky zum 1. Januar 1961 dem Okres Přerov zugeordnet. Seit der Schließung der Schule im Jahre 1975 werden die Kinder in Velký Újezd, Tršice und Přerov unterrichtet. 1976 wurde Lazníčky an den Örtlichen Nationalausschuss Lazníky angeschlossen und 1983 gänzlich eingemeindet. Seit 1990 bildet Lazníčky wieder eine eigene Gemeinde.

## Gemeindegliederung
Für die Gemeinde Lazníčky sind keine Ortsteile ausgewiesen. Zu Lazníčky gehörten die Ansiedlungen Hýk, Hambálek, Pančava und Stání.

## Sehenswürdigkeiten
- Kapelle des hl. Fabian Sebastian, erbaut 1887
- Statue der Jungfrau Maria
- Steinernes Kreuz, in der Ortsmitte
- Holländerwindmühle in Pančava